# Ballerini - Dietro il sipario
Ballerini - Dietro il sipario è stato un programma televisivo italiano di Ilaria Bernardini, prodotto da FremantleMedia e trasmesso su MTV nel 2013.

## Programma
Il programma, ideato da Ilaria Bernardini, racconta le vicende di alcuni ballerini tra i 18 e i 21 anni che studiano al Teatro San Carlo di Napoli e, come in Ginnaste - Vite parallele e Calciatori - Giovani speranze, gli allievi devono mantenere il ritmo tra lunghi e faticosi allenamenti, impegni scolastici, selezioni, amicizie e vite sociali.

## Personaggi
- Luca Carannante, Napoli
- Angelo Vincenzo Egarese, Caivano
- Roberta Siciliano, Ponticelli
- Laura Dominijanni, Castelfranco Veneto
- Francesco Lorusso, Potenza
- Davide De Biasi, Ercolano